# Werkstatt von Athen 894
Als Werkstatt von Athen 894 wird eine attisch-spätgeometrische Keramikwerkstatt bezeichnet, die in das letzte Drittel des 8. Jahrhunderts v. Chr. datiert wird.

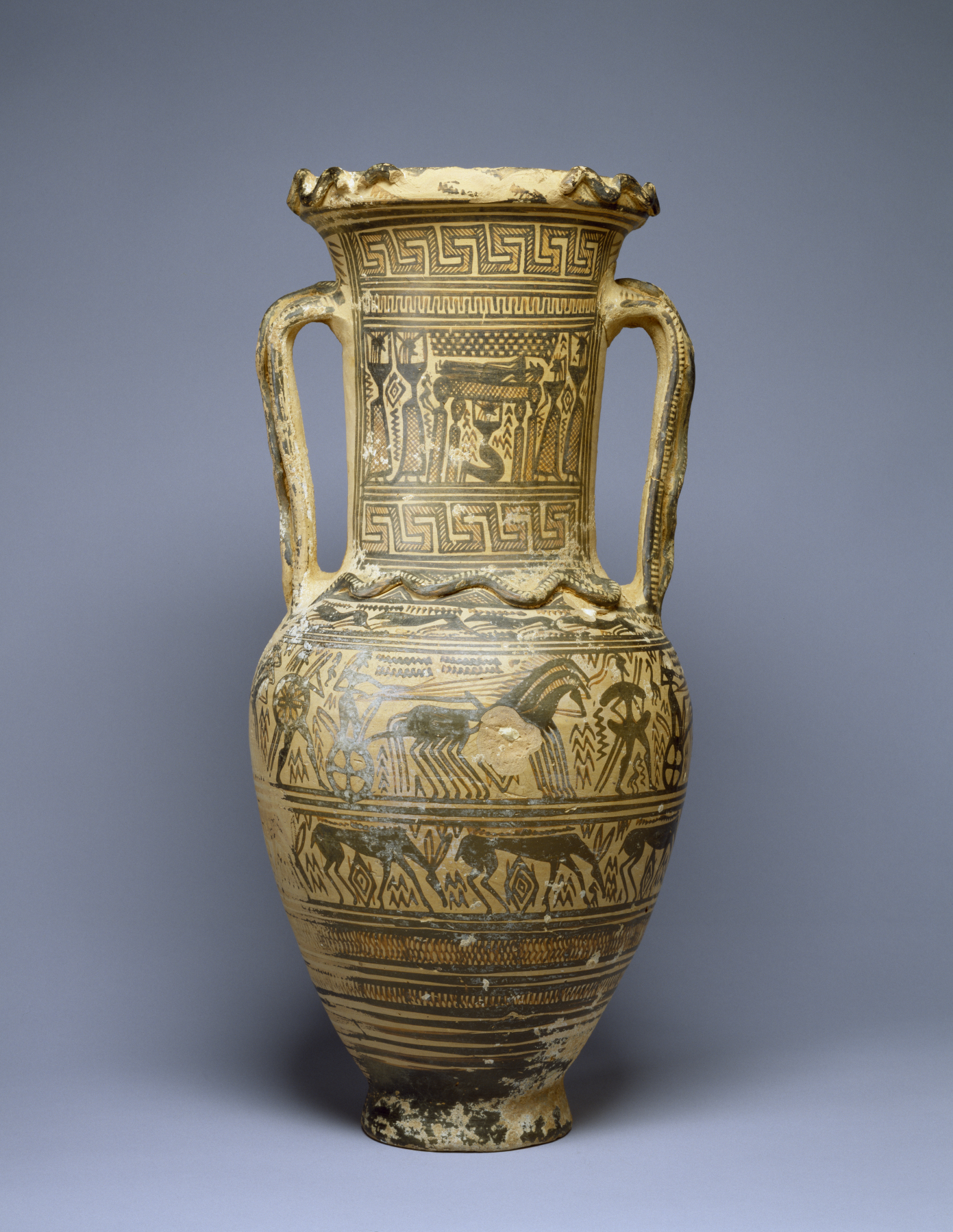
Totenrituale auf einer attischen Amphora, um 720/710 v. Chr., Walters Art Museum 48.2231

Die Werkstatt von Athen 894 war in der Phase SG II b der spätgeometrischen Zeit neben dem Philadelphia-Maler die wichtigste Werkstatt in der Tradition der Dipylon-Werkstatt. Sie hatte sich auf hochhalsige, schlanke Amphoren spezialisiert, die auf dem Hals eine Prothesis zeigen und auf dem Bauch mit einer Wagenprozession geschmückt waren. Der Werkstatt werden zudem mehr als zehn Schalenformen zugeordnet. Als erster Forscher hatte Robert Manuel Cook den Kernbestand der Werkstatt zusammengestellt, Jean M. Davison, Eva T. H. Brann, John Nicolas Coldstream und Nikolaus Himmelmann erweiterten die Reihe der Zuschreibungen.

Wagenzug auf dem Bauch einer attischen Amphora, um 720/700 v. Chr., Louvre

Die Schalen aus der Werkstatt weisen eine vergleichsweise große Variationsbreite auf. Die Wandungen sind meist von mittlerer, selten geringer Dicke. Es gibt sowohl sehr flache als auch sehr tiefe Schalen. Der Übergang vom Körper zum Rand ist klar erkennbar, ohne einen Absatz zu bilden. Die Bodenfläche ist meist eben. Die Henkel sind meist recht kräftig und setzen am Schalenkörper unterhalb der weitesten Ausdehnung an. Kennzeichnend für die Maltechnik sind die Tierfriese in der Tradition der Dipylon-Werkstatt. Gezeigt werden Pferde, Rehe, Ziegenböcke, Vögel und Löwen. Pferde kommen selten als Reittiere, meist als Wagentiere vor. Zu den Tierfriesen gesellten sich Füllornamente wie gegitterte oder gepunktete Rauten unter den Tierbäuchen, Zickzack-Linien über dem Rücken, vertikale Winkelreihen oder Schlangenlinien, verstreute Stundengläser sowie blitzähnliche Linien zwischen den Vorderbeinen. Auch die Löwen wurden in besonders charakteristischer Form wiedergegeben, so sind die Rachen weit aufgerissen und die Oberkiefer aufgebogen. An den Pranken erkennt man die Klauen und die Schwänze sind über dem Rücken aufgerollt. An menschlichen Bildinhalten werden Frauenreigen mit Tänzerinnen in karierten Röcken gezeigt, zudem Krieger mit Dipylonschilden. 
Hauptvertreter und namensgebend für die Werkstatt ist der Maler von Athen 894, ein anderer bedeutender Vertreter ist der Stathatou-Maler. Der Maler von Athen 894 und damit die Gruppe erhielten ihre Notnamen nach einer Vase, die unter der Inventarnummer 894 im Nationalmuseum von Athen aufbewahrt wird.